# Arnold Jackson
Arnold Jackson (Addlestone, 5 april 1891 - Oxford, 13 november 1972) was een Brits atleet. Tijdens de Eerste Wereldoorlog was hij een van de hoogst onderscheiden Britse officieren. 

## Biografie
Jackson won tijdens de Olympische Zomerspelen 1912 in het Zweedse Stockholm de gouden medaille op de 1500 meter. Zijn overwinning werd destijds omschreven als de "beste race ooit gelopen".
Vanaf augustus 1914 diende hij in het Britse leger. Hij zou het uiteindelijk schoppen tot Brigadegeneraal. Jackson werd maar liefst viermaal onderscheiden met de Distinguished Service Order, onder andere voor zijn werk tijdens de Derde Slag om Ieper.
Na de oorlog werd hij advocaat. In 1921 verhuisde hij naar de Verenigde Staten. Hij diende onder andere als Justice of the Peace in Connecticut.
Jackson verhuisde na de dood van zijn vrouw in 1963 terug naar Oxford, waar hij negen jaar later overleed.

## Palmares

### 1500 m
- 1912:  OS - 3.56,8

## Persoonlijke records
| Onderdeel | Prestatie | Datum        | Plaats    |
| --------- | --------- | ------------ | --------- |
| 1500 m    | 3.56,8    | 10 juli 1912 | Stockholm |

1896: Teddy Flack ·
1900: Charles Bennett ·
1904: Jim Lightbody ·
1908: Mel Sheppard ·
1912: Arnold Jackson ·
1920: Albert Hill ·
1924: Paavo Nurmi ·
1928: Harri Larva ·
1932: Luigi Beccali ·
1936: Jack Lovelock ·
1948: Henry Eriksson ·
1952: Josy Barthel ·
1956: Ron Delany ·
1960: Herb Elliott ·
1964: Peter Snell ·
1968: Kipchoge Keino ·
1972: Pekka Vasala ·
1976: John Walker ·
1980: Sebastian Coe ·
1984: Sebastian Coe ·
1988: Peter Rono ·
1992: Fermín Cacho ·
1996: Noureddine Morceli ·
2000: Noah Ngeny ·
2004: Hicham El Guerrouj ·
2008: Asbel Kiprop ·
2012: Taoufik Makhloufi ·
2016: Matthew Centrowitz ·
2020: Jakob Ingebrigtsen ·
2024: Cole Hocker
- Gemeinsame Normdatei: 1119080487
- World Athletics: 14990933
- Virtual International Authority File: 1931147967348684200007